# Resolución 105 del Consejo de Seguridad de las Naciones Unidas
La resolución 105 del Consejo de Seguridad de las Naciones Unidas, adoptada sin votación 28 de julio de 1954, después de observar con lamento la muerte del juez de la Corte Internacional de Justicia Sir Benegal Narsing Rau, el Consejo decidió que la elección para ocupar la posición tomaría lugar en la novena sesión de la Asamblea General, y que dicha elección tomaría lugar después de que la elección regular que se realizaría en la misma sesión para llenar las vacantes que ocurrirían el 5 de febrero de 1955.